# Сен-Жермен-Бопре
Сен-Жерме́н-Бопре́ (фр. Saint-Germain-Beaupré) — коммуна во Франции, находится в регионе Лимузен. Департамент коммуны — Крёз. Входит в состав кантона Ла-Сутеррен. Округ коммуны — Гере.
Код INSEE коммуны — 23199.

## Население
Население коммуны на 2010 год составляло 436 человек.
| 1962 | 1968 | 1975 | 1982 | 1990 | 1999 | 2010 |
| ---- | ---- | ---- | ---- | ---- | ---- | ---- |
| 615  | 571  | 448  | 415  | 406  | 381  | 436  |

## Экономика
В 2010 году среди 251 человека трудоспособного возраста (15—64 лет) 172 были экономически активными, 79 — неактивными (показатель активности — 68,5 %, в 1999 году было 68,1 %). Из 172 активных жителей работали 146 человек (84 мужчины и 62 женщины), безработных было 26 (9 мужчин и 17 женщин). Среди 79 неактивных 16 человек были учениками или студентами, 43 — пенсионерами, 20 были неактивными по другим причинам.